# Depressão dos Grandes Lagos

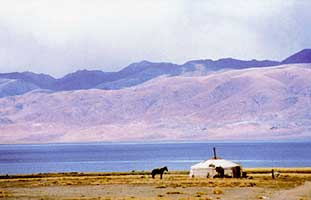
Lago Uvs (Uvs Nuur), o maior da bacia dos Grandes Lagos e o maior lago da Mongólia.

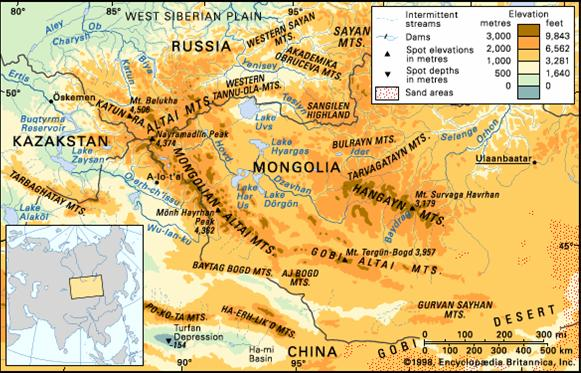
Mapa da região dos Grandes Lagos da Mongólia.

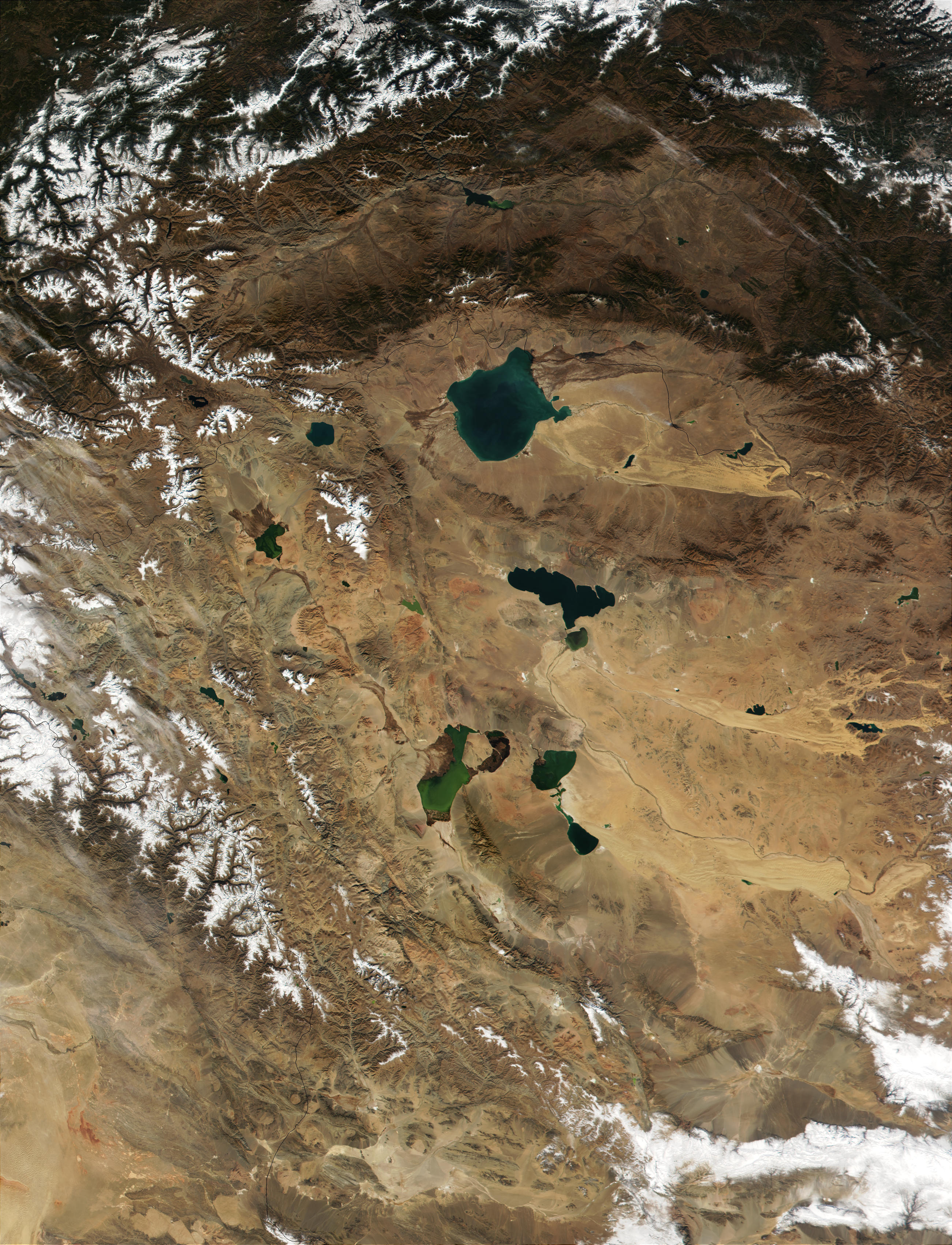
Depressão dos Grandes Lagos

A Depressão dos Grandes Lagos (em mongol:  Их нууруудын хотгор, Ikh Nuuruudyn Khotgor) é uma grande depressão tectônica semi-árida da Mongólia, que comprende partes das províncias (aymags) de Uvs, Hovd, Zavhan e Govi-Altay. Algumas pequenas partes do norte da  depressão se encontram em território russo.
Está limitada pelos montes Altai (oeste), montes Kanghai (leste) e montes Tannu-Ola (norte). Possui uma extensão de norte a sul de 500 km e leste a oeste de 400 km. Possui uma área de mais de 100.000 km² e elevações que vão desde os  758 m até os 2.000 m. Na parte norte da bacia, existe uma pequena cordilheira, Khan Huhiyn-Nuruu, que separa a bacia do lago Uvs do resto da bacia.
A depressão possui este nome porque contém seis grande lagos da Mongólia — Lago Uvs (salgado), Lago Khar-Us (água doce), Lago Khyargas (salgado), Lago Khar (água doce), Lago Airag (água doce) e Lago Dörgön (salgado) — assim como uma série de outros lagos menores. Também inclui solonchaks e grandes áreas de areia, com uma superficie total de mais de 14.000 km². As áreas do norte são dominadas por estepes áridas e as áreas do sul são semi-desertos e desertos. Os principais rios são o rio Khovd, o rio Zavkhan e o rio Tesiin.
A depressão é uma das grandes bacias de água doce da Mongólia e contém importantes zonas úmidas da Ásia Central. As zonas úmidas são baseadas em um sistema interligado de lagos pouco profundos com grandes cinturões de pântano dentro de um ambiente geralmente de deserto de estepe. As zonas úmidas sustentam uma série de aves migratórias raras e ameaçadas de extinção: colhereiro-europeu (Platalea leucorodia), cegonha-preta (Ciconia nigra), águia-pescadora   (Pandion haliaetus), águia-rabalva (Haliaeetus albicilla), ganso-africano (Cygnopsis cygnoides) e ganso do índico (Anser indicus). Apenas alguns exemplares de pelicano-branco (Pelecanus onocrotalus) permanecem na bacia dos Grandes Lagos. Eles fazem seus ninhos nas bacias dos rios e lagos ricos em peixes e vegetação.